# Karkku kyrka
Karkku kyrka (finska: Karkun kirkko) är en kyrka i Karkku i Sastamala. Invånarna i Karkku kom i början inte överens om på vilken sida av Rautavesi kyrkan skulle byggas, men saken löstes då Alfons Ekholm donerade ett område vid Riippilänjärvis strand. Kyrkan planerades av Oiva Kallio och invigdes 1913.

## Källor

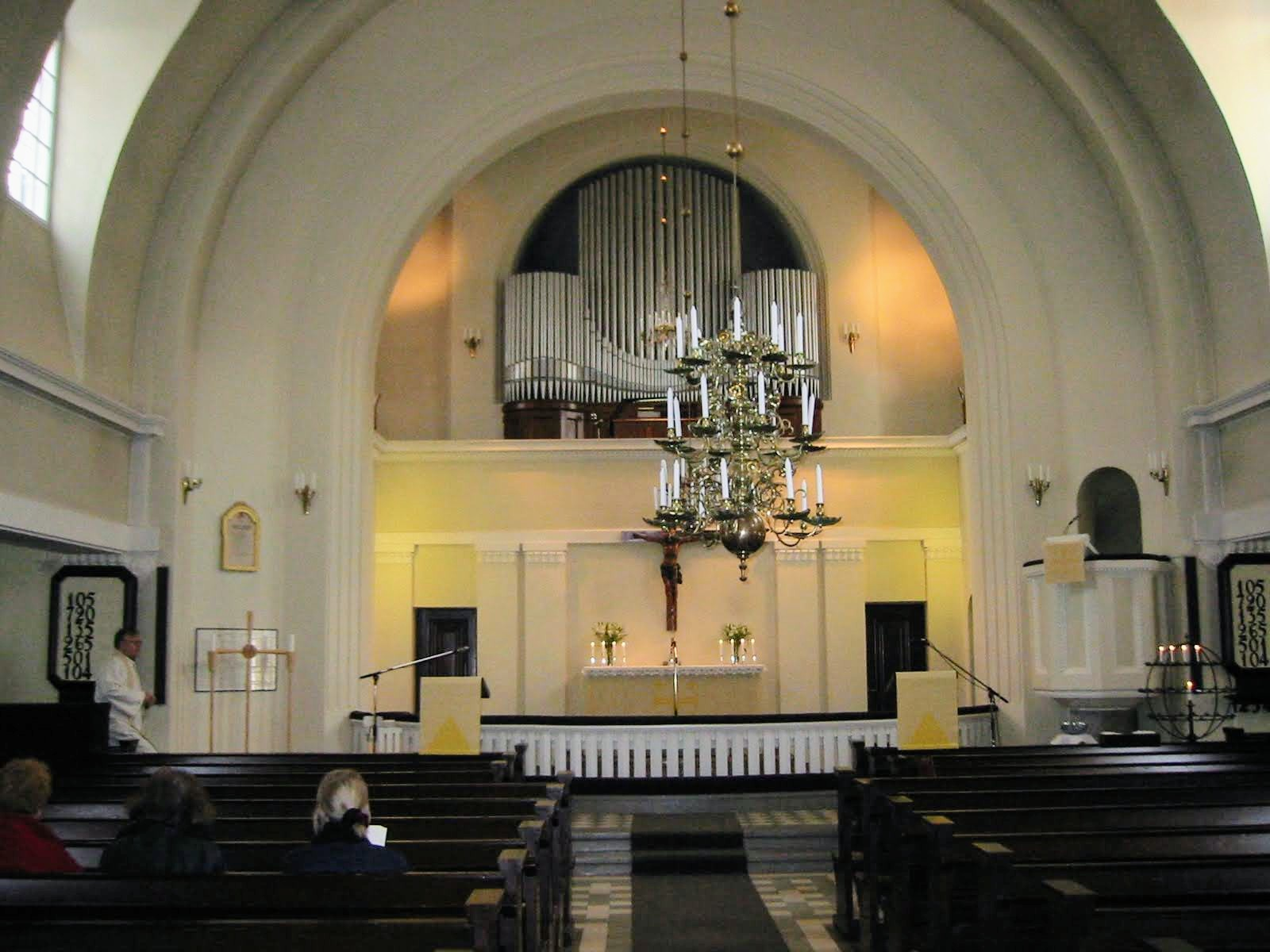
Kyrkan inifrån.